# 19 км (Оренбургская область)
19 км — разъезд (населённый пункт) в Оренбургском районе Оренбургской области России. Входит в состав Южноуральского сельсовета.

## География
Разъезд находится на расстоянии 19 км к юго-западу от города Оренбург, административного центра района и области.

### Часовой пояс
Разъезд 19 км, как и вся Оренбургская область, находится в часовой зоне МСК+2. Смещение применяемого времени относительно UTC составляет +5:00.

## Население
| 2010 |
| ---- |
| 33   |

## Улицы
В населённом пункте имеются две улицы: Дальняя и Охотничья.

## Инфраструктура
Путевое хозяйство.

## Транспорт
Действует остановочный пункт Ветёлки (1531 километр).